# Figen Yüksekdağ
Figen Yüksekdağ   (Ceyhan, 19 de desembre de 1971) és una política turca escollida diputada a l'Assemblea Nacional de Turquia pel Partit Democràtic dels Pobles (HDP) el juny de 2015 per la província de Van. Des del 4 de novembre de 2016 està detinguda per, entre altres acusacions, col·laboració amb banda armada i propaganda a favor d'organització terrorista.
L'any 2014 va ser escollida copresidenta l'HDP amb Selahattin Demirtaş. Militant socialista i feminista des de jove, ha estat editora de la revista Sosyalist Kadin dergisi (Dona Socialista) i ha treballat al diari Atılım (Progrés). Ha estat detinguda en diverses ocasions per les seves activitats polítiques. El 2010 va fundar el Partit Socialista dels Oprimits que va acabar fusionant-se amb el Partit Democràtic del Poble.

## Biografia
És la novena de deu fills d'una família nacionalista-conservadora de Adana d'agricultors. Està casada amb Sedat Şenoğlu, amb qui es van conèixer treballant al diari Atilim i va ser detingut abans contraure matrimoni per la qual cosa es van casar mentre ell era a la presó.
Activista socialista des dels 17 anys i militant en la defensa dels drets de les dones. Als 18 anys va ser detinguda per assistir a una manifestació amb motiu de l'1 de maig, empresonada durant diversos dies i torturada. Després va quedar sota arrest domiciliari, va aconseguir escapar de casa amb ajuda d'un amic. Va passar diversos mesos amagada en cases d'estudiants a Adana fins que va arribar a Istanbul on va començar a participar en moviments jovenils.

### Trajectòria política
L'any 2002 es va presentar com a candidata independent per la província d'Adana a les eleccions legislatives. Va participar en el consell de redacció i posteriorment va ser editora de la revista Dona Socialista. També va treballar al diari Atilim (Progrés).
El 2010 va fundar el Partit Socialista dels Oprimits (ESP) del que va dimitir el 2014 per incorporar-se al Partit Democràtic del Poble (HDP) amb que el Partit Socialista dels Oprimits es va acabar fusionant.
El juny de 2014 va ser elegida copresidenta per l'HDP al costat de Selahattin Demirtaş en el segon congrés ordinari de l'HDP.
El 2015 es va presentar com a cap de llista per la província de Van a les eleccions generals de juny i va aconseguir un escó com a diputada al XXVè Parlament de Turquia. En un resultat històric per a un partit pro-kurd, l'HDP va aconseguir més del 13% dels vots, gairebé 6 milions de vots, superant el llindar del 10% necessari per poder accedir a Parlament com a grup amb més de 80 escons. A la província de Van l'HDP va ser el partit més votat aconseguint 7 dels 8 diputats en disputa.
La nit de el 3 de novembre de 2016 va ser detinguda i empresonada juntament amb Demirtas i sis diputats més de l'HDP amb acusacions de "propaganda a favor d'organització terrorista" i "col·laboració amb banda armada". Mesos abans, al maig de 2016 la Assemblea Nacional va aprovar l'eliminació d'immunitat per als diputats, cosa que es va entendre com una mesura que afectaria directament als diputats de l'HDP.
El 21 de febrer de 2017 va ser rellevada i expulsada de parlament. El 9 de març de 2017, el Tribunal Suprem d'Apel·lacions va dictaminar que ja no era membre del HDP. L'11 d'abril de 2017, va ser condemnada a 1 any de presó per propaganda terrorista.